# 荻原健司
荻原 健司（おぎわら けんじ、1969年〈昭和44年〉12月20日 - ）は、日本の政治家。長野県長野市長（1期）。元参議院議員（1期）。スキー・ノルディック複合の元選手・指導者。現役時代は「キング・オブ・スキー」の異名を取る。マネジメント契約先はスポーツビズ。
2004年から2010年にかけては自由民主党に所属し参議院議員を1期務め、経済産業大臣政務官（第1次安倍改造内閣、福田康夫内閣）を歴任。
双子の実弟もノルディック複合元選手・1998年長野オリンピック日本代表で、現在はタレント・スポーツコメンテーター等で活動中の荻原次晴。他に姉が3人いる。

## 概要
大学の1年先輩の河野孝典らと共に日本のノルディック競技の中心選手として活躍。1992年アルベールビルオリンピック、1994年リレハンメルオリンピックの冬季オリンピック2大会連覇、更に世界選手権でも1993年（個人・団体の2冠）、1995年（団体）、1997年（個人）で金メダルを受賞。1998年・長野オリンピックでは日本選手団主将を務め、全選手を代表して選手宣誓を行った。
ノルディック複合・ワールドカップでは無類の強さを発揮し通算19勝をあげた。1992-1993シーズンに日本人初の総合優勝を成し遂げると、以後、1993-1994シーズン、1994-1995シーズンと連覇し、世界初の個人総合3連覇を達成。前半のスキージャンプで他の選手に大差をつけ、後半のクロスカントリーで逃げ切るというスタイルで黄金時代を築いた。
その後、政治家に転身。2004年から参議院議員を1期務め、2021年に長野市長に就任した。

## 来歴
群馬県吾妻郡草津町出身。草津町立草津中学校、群馬県立長野原高等学校を経て早稲田大学人間科学部スポーツ科学科（現在のスポーツ科学部）卒業。
幼少時代は双子の弟・次晴とともに体操教室で器械体操を習っていた。小学5年生から次晴が草津スポーツ少年団でスキージャンプを始めたことがきっかけで、翌シーズンから健司もスキージャンプを始める。草津中時代に複合に転向。1985年、全日本ジュニアに選抜される。1987年、世界ジュニア選手権に出場し39位。1988年、世界ジュニア選手権で16位。また、高校生でありながら日本代表Bチームに昇格する。1989年、ソフィアユニバーシアードで優勝。国内では1年生ながら全日本学生スキー選手権大会男子複合優勝を果たす。この年には自身初の日本代表Aチーム入りも果たす。1991年、札幌ユニバーシアードで複合個人優勝を果たし、2連覇を達成。
前述のとおり早稲田大学の一年先輩には高校時代からのライバルであった河野孝典がいた。健司にとって河野の存在は大変大きく、ともに切磋琢磨しながら懸命に練習に励んでいた。河野が当時の複合でトップ選手として活躍していたノルウェーのエルデン兄弟（トロント＝アイナル・エルデンら）の家にホームステイをして最先端のトレーニング法を身につけて帰ってきたとき、その考えや方法などを積極的に吸収しようとしていた人物が健司であった。一方同じ兄弟でありながら弟の次晴は真剣に練習に励む二人の行動が理解できなかったという。こうして更にレベルの高いトレーニングを積み重ねていった結果、ナショナルチーム入りを果たし、後のワールドカップやオリンピックでの大躍進につながることになる。
1992年アルベールビルオリンピックを前にいち早くV字ジャンプを取り入れ一躍世界トップに肩を並べ、複合団体で正メンバー入りを果たし、優勝メンバーの一員となる。このとき、世界を相手に物怖じしないその精神力から「新人類」と称された。以後団体で1993年ファルン世界選手権、1994年1994年リレハンメルオリンピック、1995年サンダーベイ選手権で日本の世界大会4連覇に貢献。
また、個人戦でも1992年12月にノルディック複合・ワールドカップフィンランドブオカッティ大会で初優勝を果たすと、この1992-1993シーズン中に6勝をあげて日本人初の個人総合優勝を達成。その後、1993-1994シーズン、1994-1995シーズンも制覇して世界初の三連覇を達成。世界選手権でも1993年と1997年に金メダルを獲得。そのあまりの強さから「宇宙人」と呼ばれた。1995年にはスキー界で権威のあるホルメンコーレン・メダルを日本人として初めて受章した。
2001年、ユネスコ・国際フェアプレー賞功労部門栄誉賞を受賞。
2002年ソルトレークシティオリンピックを最後に競技の第一線を退き、北野建設株式会社社長室主査スキー部副部長に就任。また、この年に長年の功績を称えて、全日本スキー連盟特別表彰、群馬県民栄誉賞を受賞した。
国際オリンピック委員会選手委員に2回立候補（2002年ソルトレイクシティ、2006年トリノ）している。2006年のトリノオリンピックでの選挙では392票を獲得したが、412票を獲得したアイスホッケーのサク・コイブに20票差で落選した。
2004年、第20回参議院議員通常選挙に比例代表区（全国区）から自由民主党所属で立候補し初当選を果たした。参議院文教科学委員会委員、参議院議院運営委員会委員、参議院少子高齢社会に関する調査会理事を歴任。日本オリンピック委員会アスリート委員会委員、日本オリンピック委員会女性スポーツ委員会委員、日本スポーツ仲裁機構理事、財団法人全日本スキー連盟顧問なども務めていたが、2007年より休職した。
2007年8月30日、第1次安倍改造内閣で経済産業大臣政務官に任命された。しかし、自宅の電気代を党に付け替えていた問題が発覚し、任命された当日に総理大臣官邸にて謝罪会見を行った。続く福田内閣でも経済産業大臣政務官を務めた。
2009年に、世界経済フォーラム（ダボス会議）のYoung Global Leadersの1人に選出された。
2009年12月9日、スポーツの現場に戻りたいとして、次期参院選に出馬せず、議員引退することを党執行部に伝えた。
2010年　モーグルの上村愛子などが所属する北野建設のスキー部部長に就任。
2012年、第67回冬季国民体育大会スキー競技会に長野県代表として出場し、成年男子Bのノルディック複合で4位、ジャンプで13位。国体出場は、1992年の第47回大会以来20年ぶり。翌2013年の第68回冬季国民体育大会スキー競技会ノルディック複合成年男子Bで3位となり21年ぶりに表彰台に登った。
上田女子短期大学の客員教授でもある。
2021年8月18日、10月に行われる長野市長選挙に立候補する意向を表明した。
10月31日の投開票の結果、98,711票を獲得し土屋龍一郎ら新人4候補を破り初当選を果たした。
※当日有権者数：311397人 最終投票率：60.16%（前回比：+20.90pts）
| 候補者名   | 年齢 | 所属党派 | 新旧別 | 得票数   | 得票率 | 推薦・支持 |
| ---------- | ---- | -------- | ------ | -------- | ------ | ---------- |
| 荻原健司   | 51   | 無所属   | 新     | 98,711票 | 53.43% |            |
| 土屋龍一郎 | 60   | 無所属   | 新     | 74,341票 | 40.24% |            |
| 北村篤     | 45   | 無所属   | 新     | 4,650票  | 2.52%  |            |
| 百合ゆり恵 | 58   | 無所属   | 新     | 4,514票  | 2.44%  |            |
| 中澤義明   | 76   | 無所属   | 新     | 2,522票  | 1.37%  |            |

## 主な競技歴

### オリンピック
- 1992年アルベールビルオリンピック（ フランス）
  - 複合個人7位、複合団体優勝（三ヶ田礼一・河野孝典・荻原健司）
- 1994年リレハンメルオリンピック（ ノルウェー）
  - 複合個人4位、複合団体優勝（阿部雅司・河野孝典・荻原健司）
- 1998年長野オリンピック（ 日本）
  - 複合個人4位、複合団体5位（荻原次晴、森敏、富井彦、荻原健司）
- 2002年ソルトレークシティオリンピック（ アメリカ合衆国）
  - 複合個人11位、複合団体8位（荻原健司、富井彦・森敏・高橋大斗）、複合個人スプリント33位

### 世界選手権
- 1993年ファルン（ スウェーデン）
  - 複合個人優勝、複合団体優勝
- 1995年サンダーベイ（ カナダ）
  - 複合個人5位、複合団体優勝
- 1997年トロンハイム（ ノルウェー）
  - 複合個人優勝、複合団体9位
- 1999年ラムソー（ オーストリア）
  - 複合個人6位、複合団体5位、複合個人スプリント3位
- 2001年ラハティ（ フィンランド）
  - 複合個人7位、複合団体5位、複合個人スプリント5位

### ノルディック複合・ワールドカップ
- FISワールドカップ（W杯）通算19勝（準優勝13回、3位6回）
- 初出場 1991年3月23日  スイス・サンモリッツ大会（K90/15.0 km） - 10位
- 初表彰台・初優勝 1992年12月5日  フィンランド・ブオカッティ大会（K90/15.0 km）
- 最終出場 2002年3月16日  ノルウェー・オスロ大会（K115/7.5 km） - 41位

#### シーズン個人総合成績
| 個人総合成績 | 個人総合成績 | 個人総合成績 | 個人総合成績 | 個人総合成績 | 個人総合成績   |
| シーズン     | 総合         | 優勝         | 準優勝       | 3位          | 備考           |
| ------------ | ------------ | ------------ | ------------ | ------------ | -------------- |
| 1990/91      | 27位         | 0回          | 0回          | 0回          |                |
| 1991/92      | 22位         | 0回          | 0回          | 0回          |                |
| 1992/93      | 優勝(1)      | 6回          | 1回          | 1回          | 日本人初優勝   |
| 1993/94      | 優勝(2)      | 5回          | 2回          | 1回          |                |
| 1994/95      | 優勝(3)      | 6回          | 2回          | 1回          | 世界初の三連覇 |
| 1995/96      | 2位          | 2回          | 4回          | 1回          |                |
| 1996/97      | 6位          | 0回          | 1回          | 0回          |                |
| 1997/98      | 13位         | 0回          | 0回          | 0回          |                |
| 1998/99      | 7位          | 0回          | 1回          | 1回          |                |
| 1999/00      | 6位          | 0回          | 2回          | 1回          |                |
| 2000/01      | 15位         | 0回          | 0回          | 0回          |                |
| 2001/02      | 26位         | 0回          | 0回          | 0回          |                |
| 合計         | ---          | 19回         | 13回         | 6回          |                |

#### 優勝大会
| 優勝大会 | 優勝大会  | 優勝大会       | 優勝大会                 | 優勝大会     |
| 回数     | シーズン  | 月日           | 開催地                   | 種目         |
| -------- | --------- | -------------- | ------------------------ | ------------ |
| 1        | 1992-1993 | 1992年12月5日  | ブオカッティ             | ノーマルヒル |
| 2        | 1992-1993 | 1992年12月12日 | クールシュヴェル         | ラージヒル   |
| 3        | 1992-1993 | 1992年12月19日 | サンモリッツ             | ノーマルヒル |
| 4        | 1992-1993 | 1993年1月23日  | ザールフェルデン         | ノーマルヒル |
| 5        | 1992-1993 | 1993年3月5日   | ラハティ                 | ノーマルヒル |
| 6        | 1992-1993 | 1993年3月20日  | シトゥルブスケー・プレソ | ノーマルヒル |
| 7        | 1993-1994 | 1993年12月4日  | ザールフェルデン         | ノーマルヒル |
| 8        | 1993-1994 | 1993年12月11日 | サンモリッツ             | ノーマルヒル |
| 9        | 1993-1994 | 1993年12月15日 | サンモリッツ             | ノーマルヒル |
| 10       | 1993-1994 | 1994年1月8日   | ショーナッハ             | ノーマルヒル |
| 11       | 1993-1994 | 1994年1月22日  | トロンハイム             | ノーマルヒル |
| 12       | 1994-1995 | 1995年1月10日  | ヴァル・ディ・フィエンメ | ラージヒル   |
| 13       | 1994-1995 | 1995年1月14日  | リベレツ                 | ラージヒル   |
| 14       | 1994-1995 | 1995年2月3日   | ファールン               | ラージヒル   |
| 15       | 1994-1995 | 1995年2月9日   | オスロ                   | ラージヒル   |
| 16       | 1994-1995 | 1995年2月18日  | バート・ゴイーザーン     | ラージヒル   |
| 17       | 1994-1995 | 1995年3月23日  | 札幌                     | ラージヒル   |
| 18       | 1995-1996 | 1996年1月13日  | シトゥルブスケー・プレソ | ラージヒル   |
| 19       | 1995-1996 | 1996年2月10日  | ショー・ヌーヴ           | ノーマルヒル |

### ユニバーシアード
- 1989年-ソフィア大会複合個人優勝
- 1991年-札幌大会複合個人優勝

## 受賞
- 1991年度JOCスポーツ賞最優秀賞
- 1992年度JOCスポーツ賞特別栄誉賞
- 1993年度JOCスポーツ賞特別栄誉賞
- 1994年度JOCスポーツ賞最優秀賞、特別栄誉賞
- 1995年ホルメンコーレン・メダル受章（日本人初）

## 公的役職
- 日本オリンピック委員会
アスリート委員会委員 - 休職（2007年-）
女性スポーツ委員会委員 - 休職（2007年-）
- 日本スポーツ仲裁機構理事 - 休職（2007年-）
- 財団法人日本スキー連盟理事 - 休職（2007年-）
- 社団法人日本近代五種･バイアスロン連合副会長 - 休職（2007年-）

## 人物

### 統一教会との関係
- 2021年11月の長野市長選挙においては、世界平和統一家庭連合（旧統一教会）の関係者が荻原の街頭演説の会場に複数回集まった[5]。
- 2022年1月下旬、統一教会の関連団体「平和大使協議会」から依頼を受け、同団体のイベントにビデオメッセージを送った。前年の市長選に受けた支援のお礼として送ったと荻原は定例記者会見で明言している[5][6]。
- 同年7月、統一教会の関連団体「天宙平和連合（UPF）」が主催するサイクリングイベント「ピースロード」が開催。同イベントに賛同者として名を貸した[5]。

### その他
- 荻原にはファンレターが数多く届くが、宛先を知らないファンもいるため不正確な宛名で投函する者が散見されるという。「オリンピック金メダリストの荻原健司」や「札幌大倉山ジャンプ競技場 荻原健司様」といった宛名の郵便物が、荻原の実家に実際に配達されたことがあり、荻原は「感謝です。書いた方にも、郵便局のみなさんにも」と語っている[7]。
- 北京オリンピックを支援する議員の会幹事を務めた。
- 次晴、勅使川原郁恵ともに、歩くことの素晴らしさを啓蒙する「R9プロジェクト」運動を展開している。歩くことを通じ、「健康・美容増進」「コミュニケーション不足の解消」「環境問題の認知」のテーマを伝えたいと訴えた[8]。

## 不祥事

### 参議院内部規定違反
2007年1月28日、参議院内部規定（1995年12月決定）に違反し、資金管理団体以外の政治団体の「主たる事務所」を参議院議員会館の荻原の事務所に設置していたことが新聞で報道された。なお、荻原は議員辞職する考えはないことを明らかにしている。

### 自宅電気代を党に付け替え
2007年8月29日、荻原の自宅の電気代を、自身が代表を務める自由民主党東京都参議院比例区第三十二支部の光熱水費として計上し、肩代わりさせていたことが発覚した。
2005年7月に荻原がマンションを借りた際、電気代を同支部の口座から引き落とす手続きをとった。そのため、支部の通帳に電気代引き落としの記載があったため、政治資金収支報告書作成時にそのまま支部の光熱水費として計上したとされている。荻原は誤りを認め、2005年分の政治資金収支報告書の訂正を総務省に届け出た。なお、荻原の事務所は、当初マンションを借りた際に支部の事務所にする計画があったため誤ったと説明している。2007年8月30日、荻原は内閣総理大臣官邸にて会見し「完全に事務的なミスで私も反省しなければいけないが、悪意を持ってやったつもりはない」 と述べている。
この不祥事について内閣総理大臣の安倍晋三は「事務的ミスであれ、分かりやすい説明をしてもらわないといけない」 とコメントし、荻原に対し苦言を呈した。前内閣では「政治とカネ」の問題が相次いで発覚しており、安倍が内閣改造を行った直後にこの不祥事が明らかになったため、マスコミからも批判が相次ぎ、「国民からみると自分で使った電気代を支部に付け替えたと思われても仕方がない。人に言われて会見というのは、自分では悪いことしていないという認識ではないか」 と指摘した三反園訓のように、辛辣な批評をする者も現れた。高まる批判を受け、荻原は経済産業省にて再度記者会見し「国民に深くおわびしたい。迷惑をかけて申し訳ございません」 と謝罪した。しかし、大臣政務官の辞任や議員辞職はしない考えを改めて示した。福田康夫内閣でも大臣政務官に任命されている。

## 主な出演

### テレビ番組
- リオデジャネイロオリンピック（2016年8月、J:COM） - コメンテーター [13]